# Саут Хуксет (Њу Хемпшир)
Саут Хуксет (енгл. South Hooksett) насељено је место без административног статуса у америчкој савезној држави Њу Хемпшир.

## Демографија
По попису из 2010. године број становника је 5.418, што је 136 (2,6%) становника више него 2000. године.
| Група             | 2000.         | 2010.         |
| Белци             | 5.001 (94,7%) | 5.055 (93,3%) |
| Афроамериканци    | 42 (0,8%)     | 63 (1,2%)     |
| Азијати           | 119 (2,3%)    | 108 (2,0%)    |
| Хиспаноамериканци | 73 (1,4%)     | 106 (2,0%)    |
| Укупно            | 5.282         | 5.418         |